# Eleccions al Parlament Europeu de 1984 (França)
Les eleccions al Parlament Europeu de 1984 a França van ser les eleccions celebrades el 17 de juny per a escollir als 81 eurodiputats francesos per a la II legislatura del Parlament Europeu. Les eleccions van superar el 60% de la participació, quatre punts menys que al 1979, i van ser guanyades per la coalició entre la Unió per a la Democràcia Francesa i Reagrupament per la República.

## Context
Al poder des de l'elecció de François Mitterrand el 1981, l'esquerra liderada pel Partit Socialista va fracassar tant en l'àmbit econòmic (inflació important, atur en augment) com en el social (aparició dels «nous pobres»), malgrat un augment sense precedents dels ajuts socials, sense convèncer el seu propi electoral per a les reformes estructurals que van haver de ser aplicades, algunes de les quals van ser discutides per manifestacions massives imprevistes (sobre la llei Savary i sobretot sobre l'educació).
Després d'haver gastat molt sense aconseguir impedir l'augment de la desocupació, el govern socialista es va acomiadar bruscament de la política el 1983, canviant de govern i deixant de banda el programa comú per donar pas a una política de rigor.
Els observadors esperen una prova electoral per a la majoria en el poder a través d'aquestes eleccions. Més encara quan l'oposició, liderada per Reagrupament per la República i Unió per a la Democràcia Francesa, es va presentar unida darrere Simone Veil.

## Resultats
La unió de Reagrupament per la República i Unió per a la Democràcia Francesa va guanyar les eleccions amb el 43,03% dels vots i 41 eurodiputats enfront del 20,76% i 20 escons del governant Partit Socialista. El Partit Comunista Francès va perdre la meitat del seu suport, aconseguint un 11,21% dels vots i 10 diputats, mentre el Front Nacional va debutar a les eleccions amb un 10,95% i 10 eurodiputats.
| Candidatura                                                                                          | Facció europea        | Sufragis   | Sufragis | Escons           | Escons           |
| Candidatura                                                                                          | Facció europea        | Vots       | %        | Dip.             | Dif.             |
| --- | --------------------- | ---------- | -------- | ---------------- | ---------------- |
| Unió de l'Oposició per Europa i la defensa de les llibertats (UDF-RPR-CNIP-DCF)                      | LDE / PPE             | 8.683.596  | 43,03%   | 41               | ▲ 1              |
| Llista Socialista per a Europa (PS)                                                                  | UPSCE                 | 4.188.875  | 20,76%   | 20               | ▼ 2              |
| Llista presentada pel Partit Comunista Francès (PCF-PCR-UP)                                          |                       | 2.261.312  | 11,21%   | 10               | ▼ 9              |
| Front d'Oposició Nacional per l'Europa de les Pàtries (FN)                                           |                       | 2.210.334  | 10,95%   | 10               |                  |
| Els Verds - Europa Ecologia                                                                          | CEPV                  | 680.080    | 4,39%    |                  |                  |
| Acord radical ecologista per als Estats Units d'Europa (UCR-MRG)                                     |                       | 670.474    | 3,32%    |                  |                  |
| En nom dels treballadors que estan cansats de ser traïts per l'esquerra i oprimits per la dreta (LO) |                       | 417.702    | 2,07%    |                  |                  |
| Europa amb èxit (dissidents UDF)                                                                     |                       | 382.404    | 1,89%    |                  |                  |
| Per un partit dels treballadors - llista obrera i camperola d'unitat (PCI)                           |                       | 182 320    | 0,90%    |                  |                  |
| Diferents, d'esquerra, a França, a Europa (PSU-CDU)                                                  |                       | 146 238    | 0,72%    |                  |                  |
| Unió de Treballadors Independents per la llibertat d'emprendre (UTILE)                               |                       | 138 220    | 0,68%    |                  |                  |
| Iniciativa 84 - Llista de Joves Emprenedors, Europa per emprendre (SE)                               |                       | 123 642    | 0,61%    |                  |                  |
| Llista per als Estats Units d'Europa (UFE)                                                           |                       | 78 234     | 0,39%    |                  |                  |
| Partit Obrer Europeu (POE)                                                                           |                       | 17 503     | 0,09%    |                  |                  |
| Vots a candidatures                                                                                  | Vots a candidatures   | 20.180.934 | 96,47%   | 81               | Es manté         |
| Vots nuls o no vàlids                                                                                | Vots nuls o no vàlids | 737.838    | 3,53%    | France Politique | France Politique |
| Vots emesos                                                                                          | Vots emesos           | 20.918.772 | 56,72%   | France Politique | France Politique |
| Cens total                                                                                           | Cens total            | 36.880.688 |          | France Politique | France Politique |